# Rodovia Dom Pedro I
A Rodovia Dom Pedro I, denominada oficialmente SP-65, faz a ligação do Vale do Paraíba e a Região Metropolitana de Campinas, partindo da Rodovia Henrique Eroles, em Jacareí, cruzando com as rodovias Carvalho Pinto e com a Rodovia Presidente Dutra ainda na altura de Jacareí, com a Rodovia Fernão Dias nas imediações de Atibaia, com a Rodovia Ademar Pereira de Barros em Campinas, que oferece acesso ao sul de Minas Gerais e Rodovia Professor Zeferino Vaz, também em Campinas. A rodovia termina no acesso ao km 104 da Rodovia Anhanguera. Seu traçado foi estudado para fazer a ligação mais curta entre as rodovias Anhanguera e Dutra sem passar por nenhum município da Região Metropolitana de São Paulo.
Recebeu esse nome por ter sido inaugurada em 25 de novembro de 1972, ano do sesquicentenário da Independência do Brasil.
Na época de sua inauguração, iniciava seu traçado na Av. Lucas Nogueira Garcez, ainda na área urbana de Jacareí, cruzando-se com a Via Dutra no km 168. Após a inauguração da Rodovia Carvalho Pinto, em meados de 1994, o trajeto final da D. Pedro I foi alterado de modo, cruzando a Dutra agora num novo trevo, no km 169 e se estendendo até às rodovias Carvalho Pinto e Henrique Eroles, sem passar pela área urbana de Jacareí. Após essa reforma, o trecho antigo ficou conhecido como "Antiga Rodovia D. Pedro I".
Hoje, em conjunto com a Via Anhanguera e o sistema Dutra-Carvalho Pinto, faz a ligação de todo o fluxo de veículos entre o interior paulista e o litoral norte do estado e Rio de Janeiro. Cruza também com a rodovia Fernão Dias, fazendo o fluxo do interior do país com Belo Horizonte.
Além disso, possuí grande influência no cenário urbano do município de Campinas, onde ao longo do seu traçado formou-se um eixo de desenvolvimento imobiliário e comercial, contando com Grandes shopping centers, diversos hipermercados, mega stores e instituições renomadas de Ensino.
Conta com três praças de pedágio em seu traçado: uma em Itatiba, outra em Atibaia e mais uma em Igaratá, tendo sido desativado o antigo pedágio existente em Nazaré Paulista.
A velocidade máxima permitida em grande parte de sua extensão é de 110 km/h, possuindo pequenos trechos cuja máxima permitida é de apenas 80 km/h, nos municípios de Nazaré Paulista e Itatiba.
Em 2 de abril de 2009 foi concedida para a concessionária Rota das Bandeiras, pertencente ao grupo Odebrecht.

## Principais trevos de acesso

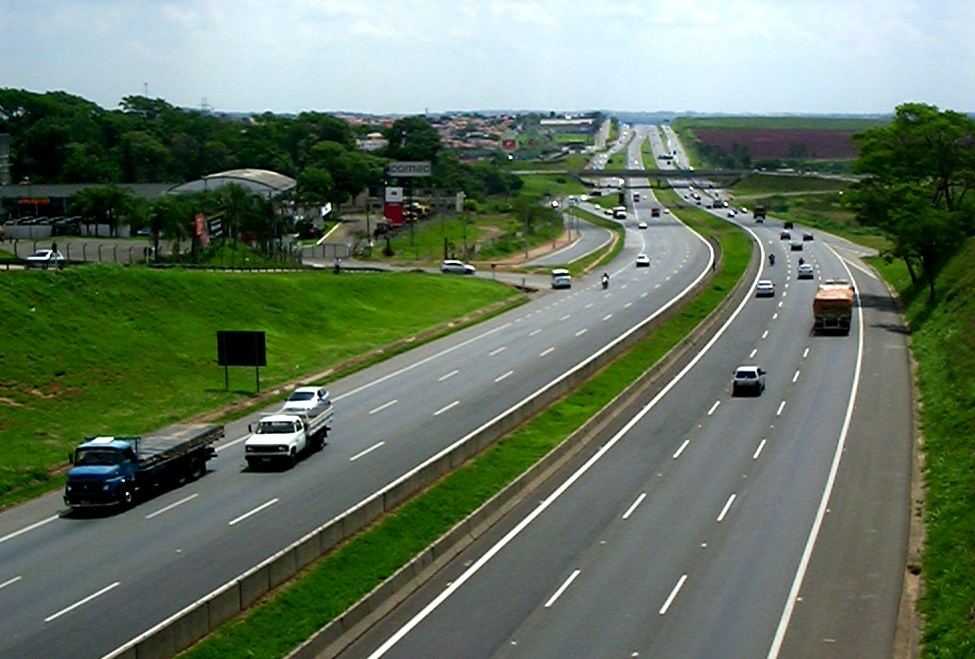
Rodovia Dom Pedro I vista do km 136 em Campinas.

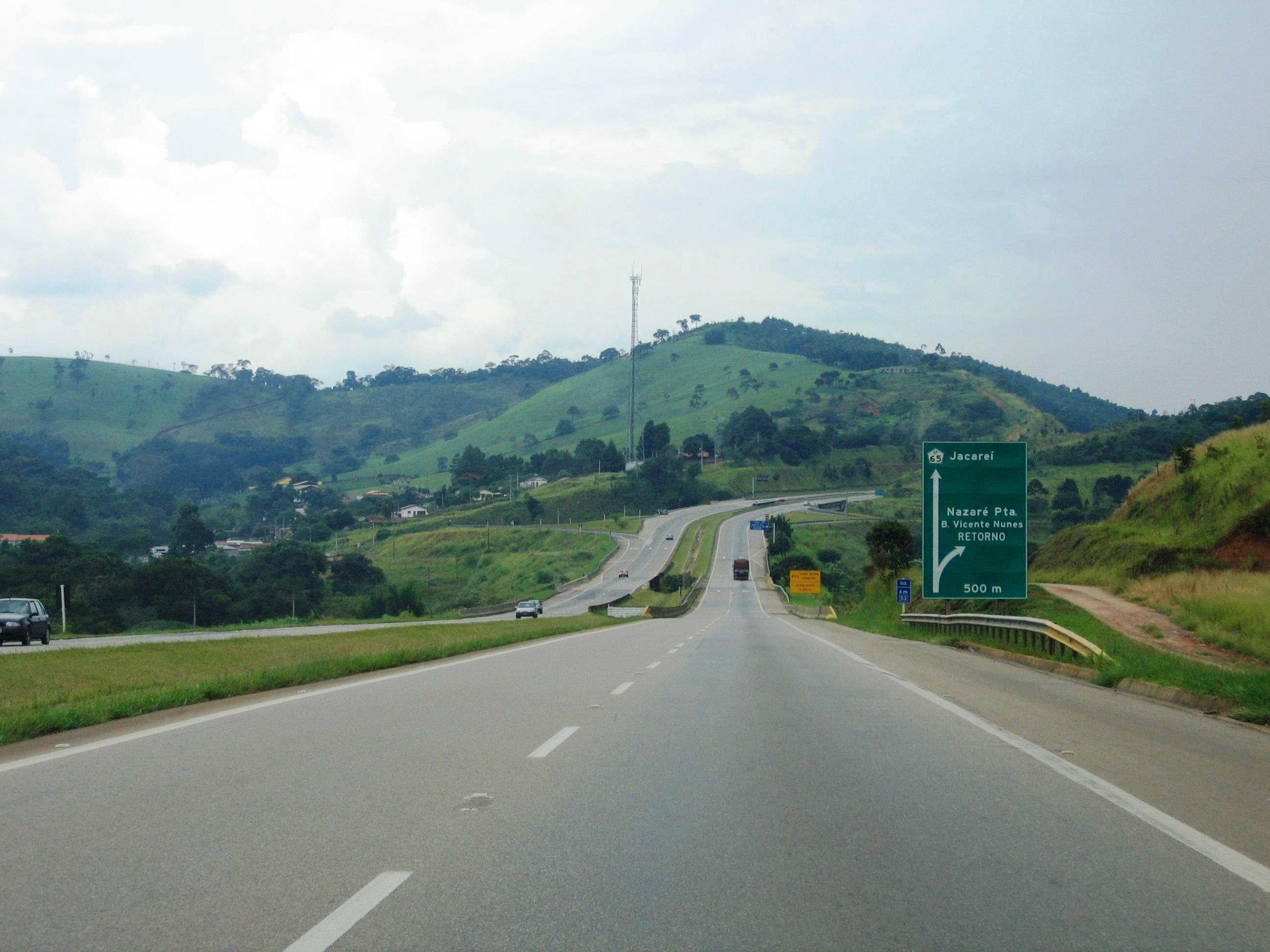
Trecho da rodovia em Nazaré Paulista.

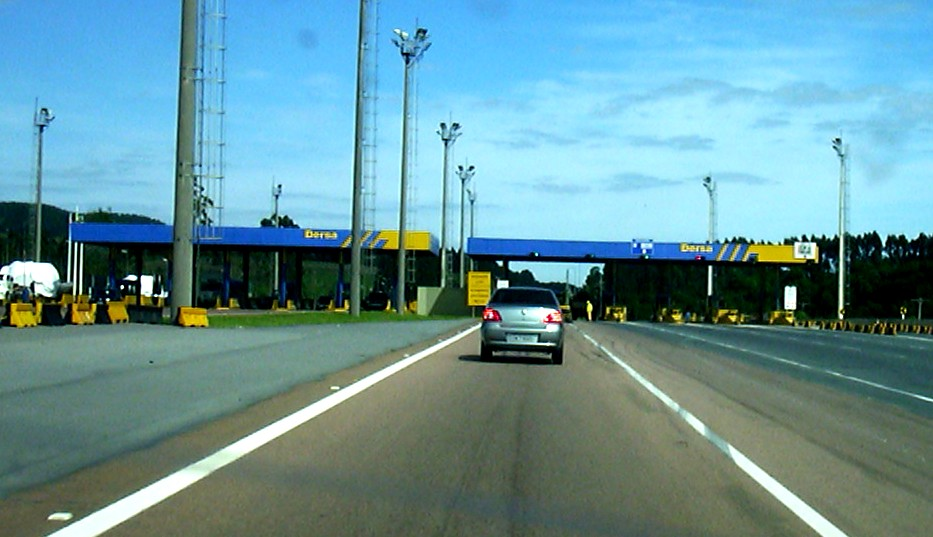
Pedágio do DERSA na Rodovia Dom Pedro I, em Itatiba.

| Nº | Município             | Cruzamento                                                 | Acesso a | km  |
| 01 | Campinas              | Via Anhanguera, km 104                                     | Nova Aparecida, Americana, São Paulo, Rod. dos Bandeirantes (apenas sentido sul)                                           | 146 |
| 02 | Campinas              | Estrada dos Amarais                                        | Campinas (Aeroporto dos Amarais), Jd. São Marcos, Bairro Matão (Sumaré)                                                    | 143 |
| 03 | Campinas              | Rod. Prof. Zeferino Vaz, km 113                            | Paulínia, Campinas (Unicamp, Barão Geraldo, Guanabara)                                                                     | 140 |
| 04 | Campinas              | Av. Guilherme Campos                                       | Campinas (Parque D. Pedro Shopping, Parque das Universidades)                                                              | 137 |
| 05 | Campinas              | Rod. Adhemar de Barros, km 114                             | Mogi Mirim, Jaguariúna, Campinas (Taquaral, Alphaville Campinas)                                                           | 134 |
| 06 | Campinas              | Av. Carlos Grimaldi / Av. Bailarina Selma Parada / CAM-010 | Campinas (Galleria Shopping, Estação Anhumas, Jd. Conceição, Alphaville D. Pedro)                                          | 132 |
| 07 | Campinas              | Av. Mackenzie / Av. Isaura Roque Quércia                   | Campinas (Shopping Iguatemi, Jd. das Paineiras, Jd. Flamboyant, Sousas (Notre Dame, São Conrado, Pedra Alta, Entreverdes)) | 130 |
| 08 | Campinas              | Via Heitor Penteado                                        | Campinas (Centro, Sousas, Cambuí, Proença)                                                                                 | 129 |
| 09 | Campinas              | Rod. Magalhães Teixeira                                    | Valinhos, Campinas (Vila Formosa, Aeroporto de Viracopos), São Paulo                                                       | 128 |
| 10 | Campinas              | Retorno / Av. Antônio Carlos Couto de Barros               | Campinas (Sousas) | 126 |
| 11 | Valinhos              | Rod. dos Agricultores / Estrada Isabel Fragoso Ferrão      | Valinhos, Campinas (Joaquim Egídio)                                                                                        | 122 |
| 12 | Itatiba               | Rod. Eng. Constâncio Cintra                                | Morungaba, Amparo, Águas de Lindoia                                                                                        | 107 |
| 13 | Itatiba               | Rodovia SP-63                                              | Itatiba, Bragança Paulista, Jundiaí, Louveira                                                                              | 103 |
| 14 | Jarinu                | Rodovia SP-354                                             | Jarinu, Jundiaí, Campo Limpo Paulista, Várzea Paulista, Franco da Rocha, Cajamar                                           | 88  |
| 15 | Atibaia               | Rod. Fernão Dias                                           | Bragança Paulista, Belo Horizonte, Mairiporã, Guarulhos, São Paulo                                                         | 75  |
| 16 | Atibaia               | Av. São João                                               | Atibaia (Centro) | 73  |
| 17 | Atibaia               | Av. Gerônimo de Camargo                                    | Atibaia (Centro) | 72  |
| 18 | Bom Jesus dos Perdões | Rod. Jan Antonin Bata (SP-36, norte)                       | Piracaia | 65  |
| 19 | Bom Jesus dos Perdões | Av. Tiradentes                                             | Bom Jesus dos Perdões (Centro)                                                                                             | 63  |
| 20 | Nazaré Paulista       | Rod. Juvenal Ponciano de Camargo (SP-36, sul)              | Nazaré Paulista, Guarulhos (bairros São João, Fortaleza, Lavras)                                                           | 52  |
| 21 | Igaratá               | Rodovia SP-56                                              | Igaratá, Santa Isabel, Arujá, Itaquaquecetuba                                                                              | 25  |
| 22 | Jacareí               | Via Dutra, km 169                                          | Rio de Janeiro, Guarulhos (Centro), São José dos Campos, São Paulo                                                         | 7   |
| 23 | Jacareí               | Rod. Carvalho Pinto, km 73                                 | Taubaté, Caraguatatuba, Mogi das Cruzes, Guararema, Guarulhos (Aeroporto Internacional), São Paulo                         | 2   |
| 24 | Jacareí               | Rod. Henrique Eroles                                       | Jacareí (Centro), Guararema, Mogi das Cruzes                                                                               | 1   |

## Traçado da Rodovia
Sentido Campinas:

km 1 - Acesso à Rodovia Henrique Eroles (SP-66)

km 2 - Acesso ao Sistema Carvalho Pinto-Ayrton Senna / Acesso a Rodovia dos Tamoios que liga o Vale do Paraíba ao Litoral Norte de São Paulo(23 km)

km 5 - Jacareí Via Dutra BR-116

km 24 - Igaratá

km 52 - Nazaré Paulista

km 64 - Bom Jesus dos Perdões, Piracaia(15 km), Joanópolis (48 km)

km 72 - Atibaia - centro

km 74 - Saída p/ Rodovia Fernão Dias BR-381, Bragança Paulista (22 km), Belo Horizonte (500 km)

km 102 - Saída p/ Bragança Paulista (33 km)

km 106 - Saída p/ Amparo (40 km), Serra Negra (61 km)

km 123 - Saída p/ Valinhos(10 km); p/ Sousas (6 km); Joaquim Egídio (3 km)

km 128 - Saída p/ Sousas (5 km); Joaquim Egídio(8 km)

km 134 - Jaguariúna(17 km) SP-340

km 139 - São João da Boa Vista (123 km), Mogi Mirim (45 km)

km 142 - Saída p/ Nova Veneza (6 km), Paulínia (11 km)

Sentido Jacareí:

km 145 - Início da Rodovia Dom Pedro I
km 139 - Campinas

km 128 - Saída p/ Valinhos (8 km)

km 102 - Itatiba

km 87 - Jarinu

km 74 - Saída p/ Mairiporã (29 km)

km 73 - Atibaia

km 55 - Nazaré Paulista

km 24 - Igaratá - Saída p/ Santa Isabel (17 km)

km 5 - Jacareí, Rodovia Presidente Dutra BR-116

### Memorial descritivo da rodovia
- Tamanho total da rodovia   - 145,5 km
- Início                     - Jacareí km 0,0
- Término                    - Campinas km 145,5
- Sentido                    - Norte Sul -  Jacareí - Campinas e Campinas Jacareí.
- Pedágios                   - 3
  - Igaratá               - km 26,5
  - Atibaia               - km 79,9
  - Itatiba               - km 110,1
- Balança                    - 0
  - Itatiba               - km 110    Pista Sul (desativada em 2009)
  - Nazaré Paulista       - km 55,2   Pista Norte (desativada em 2009)
  - Igaratá               - km 22,8   Pista Norte (desativada em 2009)
- SAU - Serviço de Atendimento ao Usuário:
  - Igaratá              -  km 22,8  - Pista  Norte
  - Nazaré Paulista      -  km 56    - Pista  Norte
  - Atibaia              -  km 75    - Pista  Norte
  - Itatiba              -  km 110   - Pista  Sul
  - Campinas             -  km 139   - Pista  Sul
- CODE - Centro de Operações da Dersa em Atibaia km 73 - Norte (Pista) - Desativado em abril de 2009 após privatização da rodovia)
- Sede administrativa Rota das Bandeiras - Itatiba - km 110+400
- Polícia Rodoviária
  - Igaratá - km 19,1  -  Pista Norte
  - Atibaia - km 73,5  -  Pista Norte
- VDM  Volume Diário Médio  17.849 - Veículos dia - Ano 2005
- Horário de pico: dias úteis das  7 às 11 horas e das 17 às 19 horas

Fonte: DERSA

## Localização dos pedágios
| Pedágio | km    | Município | Geocoordenadas              |
| ------- | ----- | --------- | --------------------------- |
| 1       | 22,5  | Igaratá   | 23°11'55.38"S 46°10'50.03"W |
| 2       | 79,9  | Atibaia   | 23°05'40.07"S 46°37'34.12"W |
| 3       | 110,9 | Itatiba   | 22°57'13.96"S 46°51'35.41"W |

## Projetos de expansão
Desde meados da década de 1980, há o projeto da expansão da SP-65, de Jacareí até São Sebastião, sob o nome de Rodovia do Sol. Esta rodovia seria nada mais do que o prolongamento da Rodovia D. Pedro I, com os mesmos padrões rodoviários daquela, tornando-se a primeira rodovia duplicada do litoral norte. Embora posta em votação durante vários anos na pauta de orçamentos do estado de São Paulo, sua construção acabou sendo deixada de lado devido aos altos custos e grande impacto ambiental. Em seu lugar, mostrou-se mais viável a duplicação da Rodovia dos Tamoios, que liga São José dos Campos a Caraguatatuba.